# Kotter Hammer
Der Kotter Hammer ist ein ehemaliges Hammerwerk in der bergischen Großstadt Solingen. 

## Lage und Beschreibung
Der Kotter Hammer befindet sich im Nordwesten des Stadtbezirks Burg/Höhscheid an der Grenze zu Solingen-Mitte. Der zu Höhscheid gehörende ehemalige Hammer liegt abseits städtischer Bebauung und umgeben von Waldflächen im Nacker Bachtal, das sich zwischen den beiden auf Höhenrücken verlaufenden Straßen Löhdorfer Straße und Katternberger Straße bzw. Hossenhauser Straße befindet. Das Hammerwerk befindet sich am Ende der nach ihm benannten Straße Kotter Hammer, die von Kotterheidberg aus durch das Nacker Bachtal führt. Dort verläuft auch ein Wanderweg durch das Bachtal.
Der ehemalige Hammer, ein zweigeschossiges, zweiachsiges Fachwerkhaus mit Satteldach, wird heute als Wohnhaus genutzt. Die daneben liegende, ehemalige Schmiede, ein eingeschossiges Fachwerkhaus ebenfalls mit Satteldach, wird heute als Schuppen genutzt. 
Benachbarte Orte sind bzw. waren (von Nord nach West): Bellenhäuschen, Kotten, Kottermühle, Stübchen, Hossenhaus, Nacken, Geilenberg und Jakobshäuschen.

## Geschichte
Der Kotter Hammer war bereits zu Beginn des 18. Jahrhunderts vorhanden. Sein Name leitet sich von der Lage in der Nähe der Hofschaft Kotten ab. Im Jahre 1715 ist der Ort in der Karte Topographia Ducatus Montani, Blatt Amt Solingen, von Erich Philipp Ploennies als Reckhammer verzeichnet, aber nicht benannt. Er wurde in den Ortsregistern der Honschaft Katternberg innerhalb des Amtes Solingen geführt. Die Topographische Aufnahme der Rheinlande von 1824 verzeichnet den Ort unbenannt südlich von Geilenberg, die Preußische Uraufnahme von 1844 verzeichnet ihn als Reck-H. In der Karte vom Kreise Solingen aus dem Jahr 1875 des Solinger Landmessers C. Larsch ist der Ort als Kotterhammer verzeichnet.
Das Hammerwerk gehörte nach Gründung der Mairien und späteren Bürgermeistereien zur Bürgermeisterei Höhscheid, die im Jahre 1856 das Stadtrecht erhielt, und lag dort in der Flur II. Pilghausen. 
Im 19. Jahrhundert waren zwei Wasserräder in Betrieb, von denen eines den Hammer und eines das Gebläse für das Schmiedefeuer antrieb. Später wurden u. a. Ambosse im Kotter Hammer gefertigt. Um 1912 wurde der Hammer an die Stadt Solingen verkauft.:70f.. Der Betrieb des Hammers wurde noch vor dem Ersten Weltkrieg eingestellt. Das Hammergebäude ist nicht mehr komplett erhalten, es war ursprünglich mehr als doppelt so groß.:70f. Der Kotter Hammer wurde am 9. Oktober 1984 als Baudenkmal in die Solinger Denkmalliste eingetragen.
Nach dem Hammer ist auch die von Kotterheidberg aus durch das Bachtal führende Straße benannt. Die Schreibweise des Straßennamens wandelte sich im Solinger Stadtplan über die Jahrzehnte von Kotterhammer in Kotter Hammer.